# Lúcio Passieno Rufo
Lúcio Passieno Rufo (em latim: Lucius Passienus Rufus) foi um senador romano eleito cônsul em 4 a.C. com Caio Calvísio Sabino. Rufo era filho do famoso orador Passieno, um equestre falecido em 9 a.C..

## História
Como filho de um equestre, Passieno Rufo também era um, mas, como homem novo, acabou sendo beneficiado por uma "adlectio inter paraetorios" pelo imperador Augusto e ingressou no Senado em 4 a.C.. Por conta disto pôde concorrer (e vencer) a eleição para cônsul no mesmo ano, um fato atestado em pelo menos duas inscrições. Terminado seu mandato, Rufo foi nomeado procônsul da África, combatendo com êxito os getulos, o que lhe valeu a ornamenta triumphalia.

## Família
Rufo teve pelo menos um filho, morto em 21, filho adotivo do historiador Salústio e pai de Caio Salústio Crispo Passieno, conhecido por ter se casado com Agripina, filha de Germânico com Agripina, sobrinha de Cláudio, irmã de Calígula e neta de Augusto.